# Karel Blažej Kopřiva

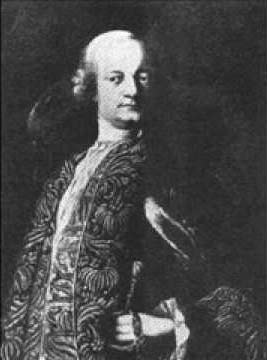
Karel Blažej Kopřiva

Karel Blažej Kopřiva (Duits: Karl Blasius Kopřiva) (Cítoliby (nu: Louny), Bohemen, 9 februari 1756 – aldaar, 15 mei 1785) was een Boheems componist en organist.

## Leven
Kopřiva studeerde eerst bij zijn vader Václav Jan Kopřiva (1708-1789), die cantor en componist in Cítoliby was. Later studeerde hij bij Josef Ferdinand Norbert Seger in Praag. Na het studium werkte hij als organist en assistent van zijn vader in zijn geboortedorp en schreef als componist meerdere missen, concerten en fuga's voor orgel en aria's.  

## Composities

### Werken voor orkest
- Concert Es groot, voor orgel en kamerorkest
- Concert Dis groot, voor orgel en orkest

### Missen, oratoria en gewijde muziek
- 1774 Requiem in c, voor sopraan, alt, tenor, bas, gemengd koor, strijkers en orgel (voor de dodenmis van zijn moeder Terezie op 16 maart 1774)
- Missa solemnis in Dis groot «Qui tollis z Gloria», voor alt, gemengd koor, orkest en orgel
- Missa in Bes, voor solisten, gemengd koor, orkest en orgel
- Missa in e klein, voor solisten, gemengd koor, orkest en orgel
- Missa in c klein
- Moteto in D groot «Gloria Deo», voor sopraan, alt, tenor, gemengd koor, orkest en orgel
- Moteto in Dis «Dictamina mea», voor sopraan, alt, tenor, bas, gemengd koor en orkest
- Moteto in D groot «Veni sponsa Christi», voor vier solisten, hobo, orkest en orgel
- «Occasione imminentis Anni Sancti», voor blazers en pauken
- Offertorium in C maggiore de Beata Virgine Maria «O magna coeli Domina», voor sopraan, alt, tenor, bas, gemengd koor, orkest en orgel
- Salve Regina ex E, voor gemengd koor, orkest en orgel
- = Organ Concerto in Dis =

### Vocale muziek
- Aria in Dis "Quod pia voce cano", voor bas, orkest en orgel
- Aria in D en koor "Amoenitate vocum", voor coloratuur sopraan, gemengd koor, orkest en orgel
- Arii in Bes "Siste ultricem dexteram"

### Werken voor orgel
- Fuga in d klein "supra cognomen DEBEFE domin Cramitzii" (hier is in een cryptogram de naam van een zakenman en mecenas "Josef de Boeuf (Debef)" uit Chrámce (Duits: Kramitz) verwerkt)
- Fuga in a klein
- Fuga in As groot
- Fuga-Pastorella in C groot
- Fuga in f klein
- Fughetta "naar Georg Friedrich Händel" in G groot
- Prelude in C groot